# Mühlenstraße 219 (Mönchengladbach)

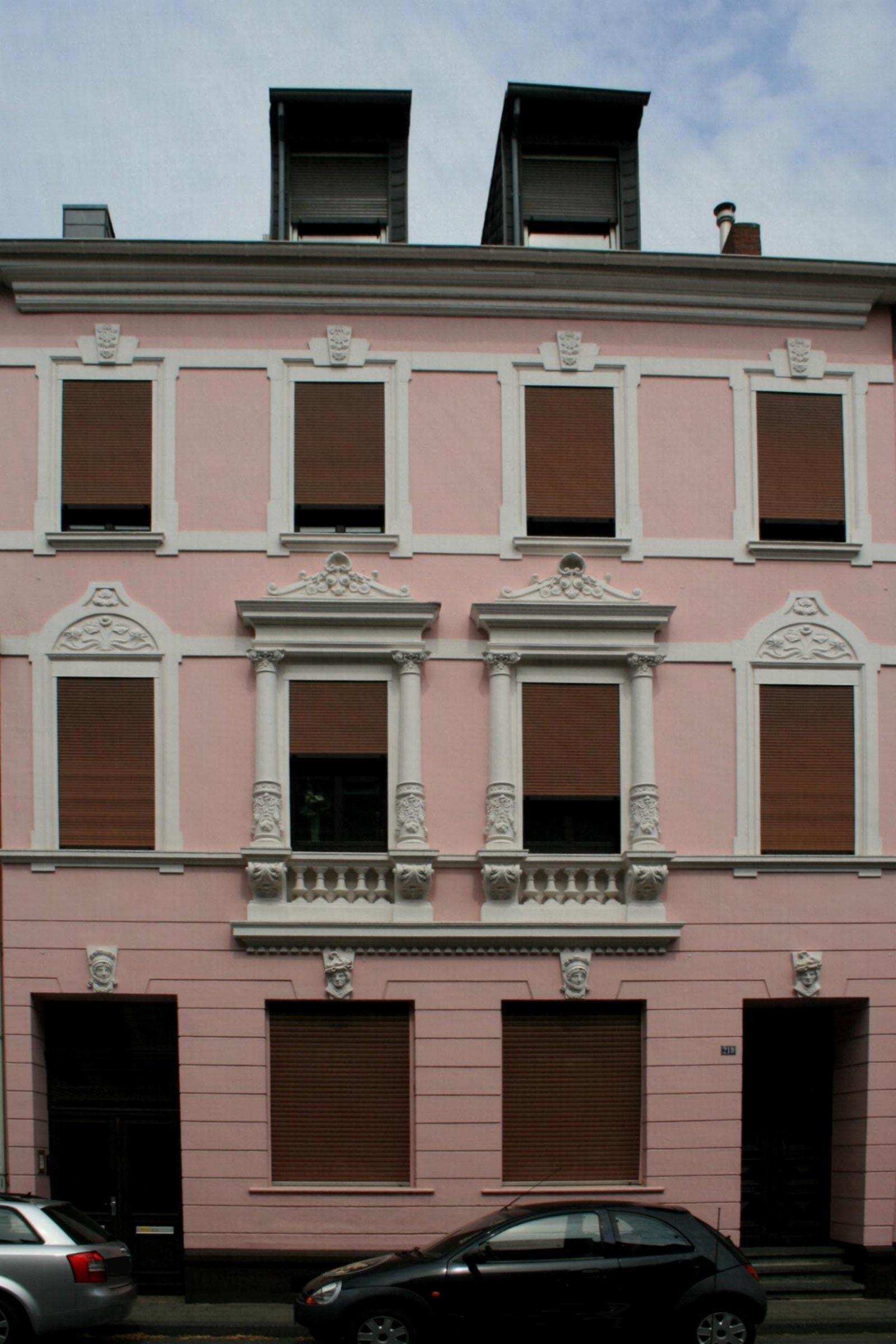
Wohnhaus (2010)

Das Wohnhaus Mühlenstraße 219 befindet sich im Stadtteil Rheydt in Mönchengladbach (Nordrhein-Westfalen).
Das Gebäude wurde um die Jahrhundertwende erbaut. Es wurde unter Nr. M 001 am 4. Dezember 1984 in die Denkmalliste der Stadt Mönchengladbach eingetragen.

## Architektur
Haus Nr. 219 bildet mit den Objekten 217 und 221 eine gut erhaltene Baugruppe auf der Mühlenstraße. Bei dem Objekt handelt es sich um ein dreieinhalbgeschossiges Vier-Fenster-Haus als Mehrfamilienhaus. Die Bauzeit liegt um die Jahrhundertwende.